# Snowshoe Lake, Thunder Bay District
Snowshoe Lake är en sjö i Kanada.   Den ligger i Thunder Bay District och provinsen Ontario, i den sydöstra delen av landet, 1 100 km nordväst om huvudstaden Ottawa. Snowshoe Lake ligger 290 meter över havet. Arean är 2,3 kvadratkilometer. Den sträcker sig 2,3 kilometer i nord-sydlig riktning, och 2,4 kilometer i öst-västlig riktning.
I omgivningarna runt Snowshoe Lake växer i huvudsak blandskog. Trakten runt Snowshoe Lake är nära nog obefolkad, med mindre än två invånare per kvadratkilometer.